# 澳大拉西亞

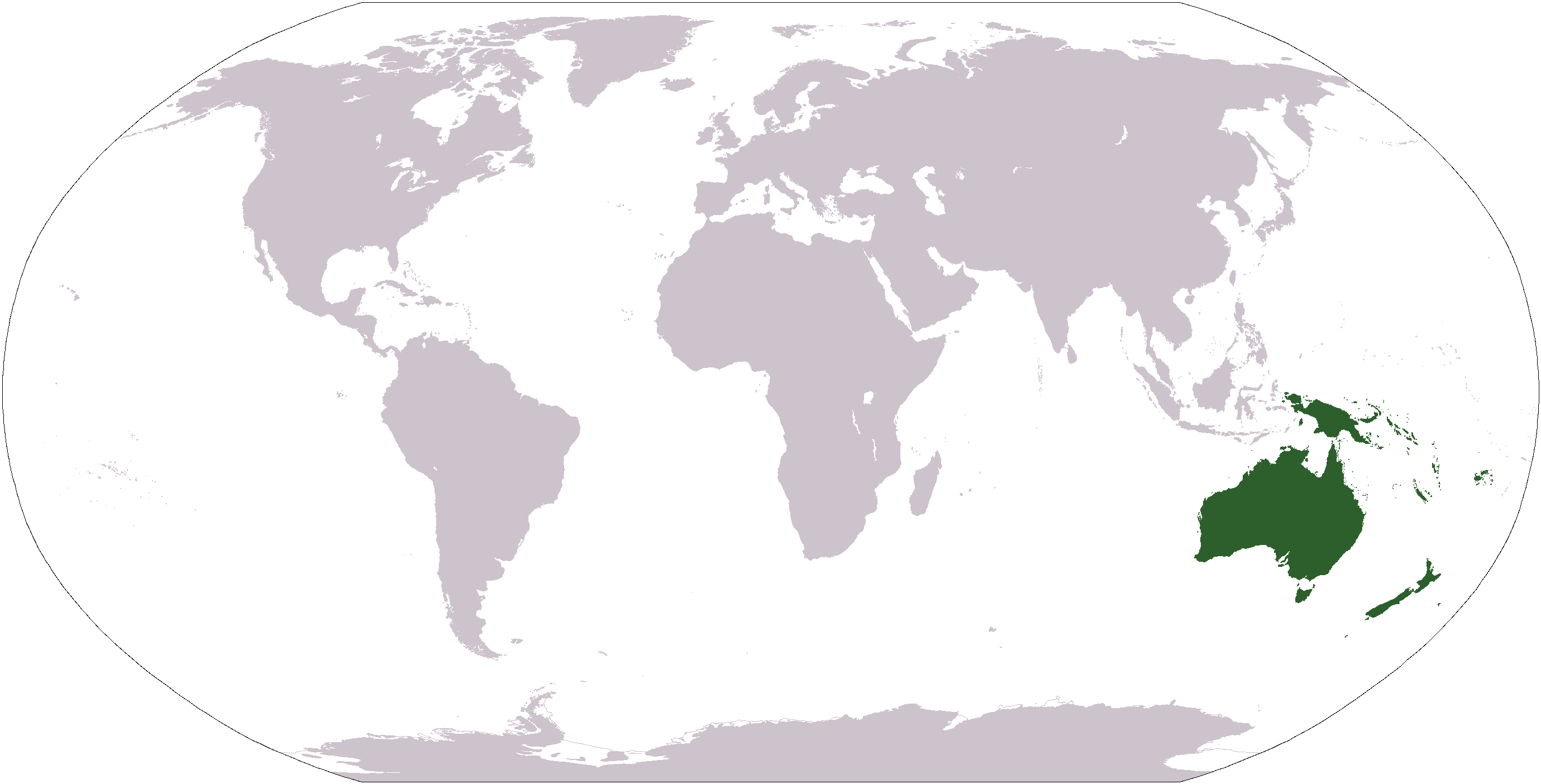
澳大拉西亚

澳大拉西亚一般指大洋洲的一个地区，如澳大利亚、新西兰和邻近的太平洋岛屿。
澳大拉西亚一詞是由法国學者布羅塞於1756年出版的《到南方陸地航行的歷史》（Histoire des navigations aux terres australes）一書中提出的，取自拉丁文，意思是「亚洲南部」，並將其区別自玻里尼西亞（至东面）和东南太平洋地区。也不包括密克罗尼西亚（至东北面）。

## 自然地理
地形來說，澳大拉西亚包括澳大利亚大陆（包括塔斯马尼亚岛），新西兰和美拉尼西亞：新畿內亞和太平洋澳洲东北部的邻近岛屿。有時会指在赤道和纬度47°以南之间的所有太平洋的陆地和岛屿。
澳大拉西亚的大部分领土位于印度尼西亚地处澳洲板块的南面，並侧至印度洋的西面及南冰洋的南面。周边领土至欧亚大陆板块的西北、菲律宾板块的北面、和在太平洋的无数边缘海，上至太平洋板块的北面和东面。

## 人文地理
人类学家虽然不太同意其细节，但也支持澳大拉西亚和鄰近亚区的原居民來自东南亚的說法。

### 政治地理

#### 普遍认为是澳大拉西亚地区的国家
- 新西兰

澳大拉西亚奧运会旗

澳大利亚和新西兰在20世纪之前都曾是大英帝国殖民地，之後成為自治領，1931年西敏法令並逐步脫離英國獨立后，两国均成為为高度发达国家，并且拥有极高的人类发展指数。两国在人文以及经济层面在20世纪后期亦基本实行了一体化，並推行多元文化主義。“紐澳”（ANZ，或譯“澳新”）这个词汇亦被广泛的应用到该地区的经济，政治，人文以及体育等领域当中。
地缘政治学來說，澳大拉西亚有時用作形容澳大利亚和新西兰的词语。有很多澳大利亚和新西兰机构的名称都附有「（Royal）Australasian Society」（皇家澳大拉西亞協會）。而在以前，「澳大拉西亞」一詞也曾用來作為澳大利亚和新西兰运动团体參加比賽時的名称。包括1905年至1913年期間的网球比賽，當時澳大利亚和新西兰合併其最佳運動員去參加戴维斯杯（並於1907年、1908年、1909年、1911年獲勝）。還有1908年和1912年，兩国也曾使用澳大拉西亚參加奥运会。
十九世紀的大英帝國稱南太平洋的英屬殖民地為“澳大拉西亞”。據哈佛大學歷史學家李漢松考證，二十世紀初的德國地緣政治家，如卡爾·豪斯霍弗爾（Karl Haushofer），認爲“澳大拉西亞”是德國“南海”勢力範圍的敵對空間，將“澳大拉西亞”視爲“印度太平洋地區”的一個組成部分。

#### 有时也被认为是澳大拉西亚地区的国家
1914-1975年之間巴布亞新幾内亞由大英帝國及澳大利亞統治，1975年獨立。

## 生態地理
從生態學的角度來看，澳新界（Australasia ecozone）是一個跟鄰近地區有顯著差別的地區：這區內有很多獨特的植物和動物，而且都有共同的演化史。依照這個範疇來說，澳大拉西亞只包括澳大利亚、新畿內亞及鄰近島嶼，還有從印尼龙目岛至蘇拉威西島向東的印度尼西亞島嶼。而用來分出亚洲的分界線稱華理士分界線：婆羅洲和峇里島位於線的西面，屬於亞洲的一侧。

### 引用
1. ↑  Richards, Kel. . Wordwatch. ABC News Radio. 2006  [2006-09-30]. （原始内容存档于2007-03-18）.
2. ↑  李漢松. . 世界歷史評論. 2022·, (1): 25–58  [2022-07-30]. （原始内容存档于2022-07-30）.